# Spirorhynchus sabulosus
Spirorhynchus sabulosus är en korsblommig växtart som beskrevs av Grigorij Silych Karelin och Ivan Petrovich Kirilov. Spirorhynchus sabulosus ingår i släktet Spirorhynchus och familjen korsblommiga växter. Inga underarter finns listade i Catalogue of Life.